# Ferme-école des Merchines
La ferme-école des Merchines a été créée par arrêté du ministre de l'agriculture et du commerce du 30 juin 1873 (AN F¹⁰ 1530) dans la commune de Lisle-en-Barrois, département de la Meuse.

## Chronologie
Formant un écart de la commune, les Merchines comprennent un domaine agricole, propriété de Claude Millon (1828-1887), député de la Meuse, maire de Bar-le-Duc puis de Lisle-en-Barrois. Celui-ci est le fondateur et le premier directeur de l'école d’agriculture des Merchines sur son domaine. Après son décès, son fils aîné, Joseph Millon (1854-1889), en est le directeur.
Le domaine comprend également un château appartenant en 1896 à Bernard Millon, fils cadet du député, né à la ferme des Merchines en 1866. L’école, qui a ouvert ses portes le 1er janvier 1874, est pour sa part supprimée à la demande de son propriétaire par arrêté du 10 août 1897.

## Enseignement
La ferme-école des Merchines représente un effort pour le développement de l'enseignement agricole. Cette école spéciale devait accueillir les élèves titulaires du certificat d'études ou ayant terminé le cycle du collège.
Émile Cassez y a été professeur de chimie.